# Аракчеевщина
«Аракче́евщина» — термин, применяемый для обозначения системы войсковых и полицейских мер и реформ в Российской империи первой четверти XIX века, в частности создания военных поселений. 
В литературе данный термин часто применяется в негативном свете, обозначая значительные ограничения свобод гражданского населения Российской империи первой половины XIX века и силовой характер государственного управления. Название происходит от фамилии главного инициатора реформ инспектора всей артиллерии, генерала от артиллерии, графа, с 1808 года, военного министра России А. А. Аракчеева.

## История
Войсковые мероприятия (военная реформа) Алексея Андреевича Аракчеева заключались в выделении артиллерийских частей в самостоятельные формирования, введении новых уставов, штатов и принципов армейской комплектации и управления, дивизионной организации русской гвардии и армии, создании рекрутского депо, внедрении новейших видов вооружения и другого.
В 1818 году по поручению Всероссийского императора Александра I Аракчеев подготовил секретный проект освобождения крепостных крестьян, который не был реализован. В 1819 году Аракчеев — начальник войсковых поселений, где сочеталась сельскохозяйственная работа с беспощадной войсковой муштрой, — ввёл в поселениях строгий режим и жёсткую регламентацию всех сторон жизни, что вызвало многочисленные неудовольствия, беспорядки и бунты (восстания).
В дореволюционной историографии под влиянием негативных оценок современников А. А. Аракчеева о его деятельности сформировалась критическая точка зрения на «аракчеевщину». В советской исторической науке термин «аракчеевщина» часто использовался в широком смысле для обозначения деспотизма самодержавного режима в России вообще. В современной российской историографии пересмотрены предыдущие оценки мероприятий «аракчеевщины» в войсковой сфере, некоторые из них рассматриваются как положительные.

## Примеры применения термина
На заре создания РСДРП меньшевики обвиняли Ленина в стремлении «внести в наш (партийный) устав чисто аракчеевский дух».